# Jean Sarrus
Jean Sarrus (Puteaux, 11 maggio 1945 – Blesle, 19 febbraio 2025) è stato un cantante, bassista e attore francese.

## Biografia
Dopo essere stato uno dei bassisti di Ronnie Bird e Dick Rivers, Jean Sarrus si unì al gruppo Les Problèmes dove suonava il basso. Il gruppo, che divenne Les Charlots, divenne molto popolare negli anni settanta e apparve in diverse commedie che furono tra i maggiori successi commerciali del cinema francese di questo decennio.
Compose la musica di quattro film cui prese parte il gruppo: Cinque matti allo stadio, Cinque matti alla corrida, 005 matti: da Hong-Kong con furore e Le retour des Charlots.
Nel gennaio 1970 Jean Sarrus pubblicò un singolo cantato in duetto con Janet Woollacott sotto il nome di Jean e Janet. I due titoli, Je T’aime… Normal e Super-Gangsters erano firmati da Rinaldi e Filippelli.
La morte di Gérard Rinaldi nel 2012 fu per lui un doppio colpo: perse uno dei suoi migliori amici, con cui si era riconciliato dal 2006, e questa morte annunciò la fine dei Charlot, di cui Rinaldi era l'anima e il motore, soprattutto perché, dal 2009, si era trattato di ricostituire il gruppo com'era all'epoca, per realizzare un sequel del film Cinque matti al supermercato (Le Grand bazar). Con la morte di Gérard Rinaldi, il progetto non vedrà mai la luce.

## Filmografia parziale

### Attore
- 5 matti in mezzo ai guai (La Grande java), regia di Philippe Clair (1969)
- Cinque matti al servizio di leva (Les Bidasses en folie), regia di Claude Zidi (1971)
- Cinque matti allo stadio (Les Fous du stade), regia di Claude Zidi (1972)
- Cinque matti alla corrida (Les Charlots font l'Espagne), regia di Jean Girault (1972)
- Cinque matti al supermercato (Le Grand bazar), regia di Claude Zidi (1973)
- Se gli altri sparano... io che c'entro!? (Je sais rien, mais je dirai tout), regia di Pierre Richard (1973)
- Cinque matti vanno in guerra (Les Bidasses s'en vont en guerre), regia di Claude Zidi (1974)
- Più matti di prima al servizio della regina (Les quatre Charlots mousquetaires), regia di André Hunebelle (1974)
- 5 matti alla riscossa (Les Charlots en folie: À nous quatre Cardinal!), regia di André Hunebelle (1974)
- 005 matti: da Hong-Kong con furore (Bons baisers de Hong-Kong), regia di Yvan Chiffre (1975)
- Trop c'est trop, regia di Didier Kaminka (1975)
- Et vive la liberté!, regia di Serge Korber (1978)
- 5 matti in delirio (Les Charlots en délire), regia di Alain Basnier (1979)
- Cinque matti contro Dracula (Les Charlots contre Dracula) regia di Jean-Pierre Desagnat (1980)
- Tre per tre (Le Retour des bidasses en folie), regia di Michel Vocoret (1983)
- Charlots connection, regia di Jean Couturier (1984)
- Le retour des Charlots, regia di Jean Sarrus (1992)
- Un grand cri d'amour, regia di Josiane Balasko (1997)

### Sceneggiatore
- Cinque matti contro Dracula (Les Charlots contre Dracula) regia di Jean-Pierre Desagnat (1980)
- Tre per tre (Le Retour des bidasses en folie), regia di Michel Vocoret (1983)

### Televisione
- L'homme qui venait du Cher (1969)
- Un incertain sourire, regia di Robert Bober (1970)
- Les Saintes chéries - serie TV, 1 episodio, regia di Jean Becker (1970)
- Demain c'est Dimanche (1985)
- Élisa, un roman photo (1996)
- Sous le soleil (1997)
- Les Années bleues (1998)
- This Could Be the Last Time (1998)
- La Kiné (1999)

## Teatro
- La Cuisine des anges di Albert Husson, regia di Francis Joffo (1976)
- Une clé pour deux di John Chapman e David Freeman, regia di Michel Jeffrault (2013-2014)

## Doppiatori italiani
- Oreste Lionello in Cinque matti al servizio di leva
- Armando Bandini in Cinque matti allo stadio
- Massimo Turci in Cinque matti alla riscossa

## Opere
- Jean Sarrus, Les Charlots 120 ans de conneries, Scarabée & Compagnie, 1984.
- Jean Sarrus, 100 % Charlots, Ramsay, 2004.
- Jean Sarrus, Définitivement Charlots, Grrr... Art, novembre 2012.